# Engenharia forense
Engenharia forense é a utilização de conhecimentos científicos e procedimentos que são próprios da engenharia para elucidar questões técnicas com finalidade legal, integrando a área mais ampla de estudos conhecida como Ciências Forenses. Visa a produção de provas técnicas a partir da coleta e exame de vestígios existentes em determinado local e inseridos em determinados eventos a esclarecer .
A intensa evolução tecnológica torna o juiz cada vez mais próximo do auxílio prestado por peritos que podem efetivamente contribuir com a sua tomada de decisão, conforme estabelece a legislação brasileira ao lhe conceder grande liberdade para apreciar provas técnicas. A finalidade da prova é convencer o juiz da veracidade dos fatos, seu destinatário.
O exercício das atividades de Engenharia de Avaliações e Perícias de Engenharia é regulado, entre outras normas, pela Resolução número 345, de 27 de julho de 1990, dispõe que "é atribuição privativa dos Engenheiros em suas diversas especialidades, dos Arquitetos, dos Engenheiros Agrônomos, dos Geólogos, dos Geógrafos e dos Meteorologistas, as vistorias, perícias, avaliações e arbitramentos relativos a bens móveis e imóveis, suas partes integrantes e pertences, máquinas e instalações industriais, obras e serviços de utilidade pública, recursos naturais e bens e direitos que, de qualquer forma, para a sua existência ou utilização, sejam atribuições destas profissões" .
O "Dia do Engenheiro Avaliador e Perito de Engenharia" é comemorado anualmente em 13 de dezembro .